# Stjepan Sekulić
Stjepan Sekulić (Slobodnica, 1922. február 22. – Oborovo, 1944. március 13.) a nemzeti felszabadító mozgalom tagja, Jugoszlávia hőse.

## Élete és pályafutása
1922-ben született Slobodnica községben. Az elemi iskolát Slobodnicán, a gimnáziumot Bródban végezte. A háború előtt a Jugoszláv Kommunista Ifjúsági Szövetség (SKOJ) tagja volt. Többek között részt vett 1940-ben a bródi gimnázium mintegy 60 végzős hetedikes diákjának sztrájkjában. Emiatt őt és több társát kirúgták a gimnázium hetedik osztályából. A gimnáziumot Zágrábban fejezte be, ahol a SKOJ középiskolai vezetőségének titkára lett. A háború kitörése után 1941 áprilisában visszatért Slobodnicára.
Sekulić a bródi ifjúsági szervezet és a Jugoszláviai Kommunista Párt (KPJ) tagjaival együtt az illegalitásba vonult. Szülőfaluja közelében, a Jelas-mező mocsaras részén élt,. Ott 1941. július 9-én felvették a KPJ tagjai közé. 1941 nyarán részt vett a Slobodnicán, Sibinjében és Stari Slatinikban szervezett diverzáns akciókban. Ezután KPJ utasítására kilépett az illegalitásból, mert csak így lehetett fenntartani a kapcsolatot Pozsegával, Újgradiskával és Zágrábbal. 1941 augusztusában, miután Zágrábból visszatért, letartóztatták, és a Bród melletti táborba szállították. Fogsága idején nem árult el senkit. Kiengedték, de 1941. december végén ismét letartóztatták, és Bródból Zágrábba, majd a jasenovaci koncentrációs táborba szállították. A táborból, átúszva a Veliki Strug csatornán. megszökött. Felszállt egy nyitott vasúti kocsira, melyből Bród közelében kiugrott, és hazatért Slobodnicára.
Arra a területre ment, ahol az első partizáncsoportok tevékenykedtek. Ezután a SKOJ bródi kerületi bizottságának titkára lett, majd nem sokkal ezután a SKOJ szlavóniai regionális bizottságának lett a titkára. Az Egyesült Jugoszláv Antifasiszta Ifjúsági Szövetség (USAOJ) első kongresszusán, amelyet 1942. november 27. és 29. között Bihácsban tartottak, Sekulić több társával együtt a szlavóniai fiatalokat képviselte. A SKOJ horvátországi bizottságának tagjaként a kongresszuson az USAOJ Központi Bizottságába is beválasztották. Mivel a negyedik partizánellenes offenzíva miatt nem tudott visszatérni Szlavóniába, körülbelül fél évig a likai 6. proletár hadosztály harcosa volt. 1943 márciusában tért vissza Szlavóniába. 1943 elején a Kordunba ment, ahol Szluinban részt vett a SKOJ horvátországi bizottsága plénumának munkájában. A kongresszus után az ellenséges erőkkel vívott összecsapás során megsebesült, emiatt egy ideig kórházban volt. 1944. március 13-ról 14-re virradó éjszaka egy kisebb csoporttal Kordun felől átkelt a Száván. Amint mindenki átért, az ellenséges erők lesből tüzet nyitottak rájuk. A csoport élén haladó Sekulić halálosan megsebesülve az Oborova (Turopolje) falu melletti Žutica erdőben halt meg.

## Emlékezete
- Jugoszlávia Nemzeti Felszabadításának Antifasiszta Tanácsa elnöksége 1945. július 26-án a Nemzeti Felszabadító Hadsereg első harcosai között nyilvánította nemzeti hőssé.

- A sibinje-i általános iskola 1964-es megnyitásától az 1990-es évek elejéig viselte a nevét. Az 1990-es évekig az iskola előtt állt mellszobra, amelyet aztán eltávolítottak. [1]

## Fordítás
Ez a szócikk részben vagy egészben  a   Stjepan Sekulić című horvát Wikipédia-szócikk ezen változatának fordításán alapul.  Az eredeti cikk szerkesztőit annak laptörténete sorolja fel. Ez a jelzés csupán a megfogalmazás eredetét és a szerzői jogokat jelzi, nem szolgál a cikkben szereplő információk forrásmegjelöléseként.